# Ciudad Constitución
Ciudad Constitución is een stad in de Mexicaanse deelstaat Baja California Sur. Ciudad Constitución heeft 37.221 inwoners (census 2005) en is de hoofdplaats van de gemeente Comondú,
Ciudad Constitución is gesticht in 1940 in een vruchtbare vallei in het verder woestijnige schiereiland Neder-Californië. De belangrijkste bronnen van inkomsten zijn de landbouw (onder andere asperges, kikkererwten, katoen, citrusvruchten) en de zuivelverwerking.